# فرودگاه خوایی
فرودگاه خوایی (به انگلیسی: Khowai Airport) یک فرودگاه همگانی با کد یاتا IXN است که یک باند فرود آسفالت دارد. این فرودگاه در کشور هند قرار دارد .